# Isaac Ayipei
Isaac Ayipei es un ex-futbolista ghanés. Su posición era de centro delantero. Un jugador muy fuerte, veloz y con poderoso disparo con la pierna derecha. Llegó al futbol mexicano contratado por los Leones Negros de la UdeG, luego jugaría con los Panzas Verdes de León y finalmente con los Tiburones Rojos de Veracruz. Su último equipo en el futbol mexicano sería con los Reboceros de La Piedad.

## Clubes
- Berekum Arsenal (1988 - 1991)
- U. de G. (1991 - 1992)
- Club León (1992 – 1995)
- Tiburones Rojos de Veracruz (1995 - 1996)
- Rubín Kazán (1996 - 1998)
- Reboceros de La Piedad (1998 - 1999)

- Datos: Q5920561